# Khử trùng bằng tia cực tím

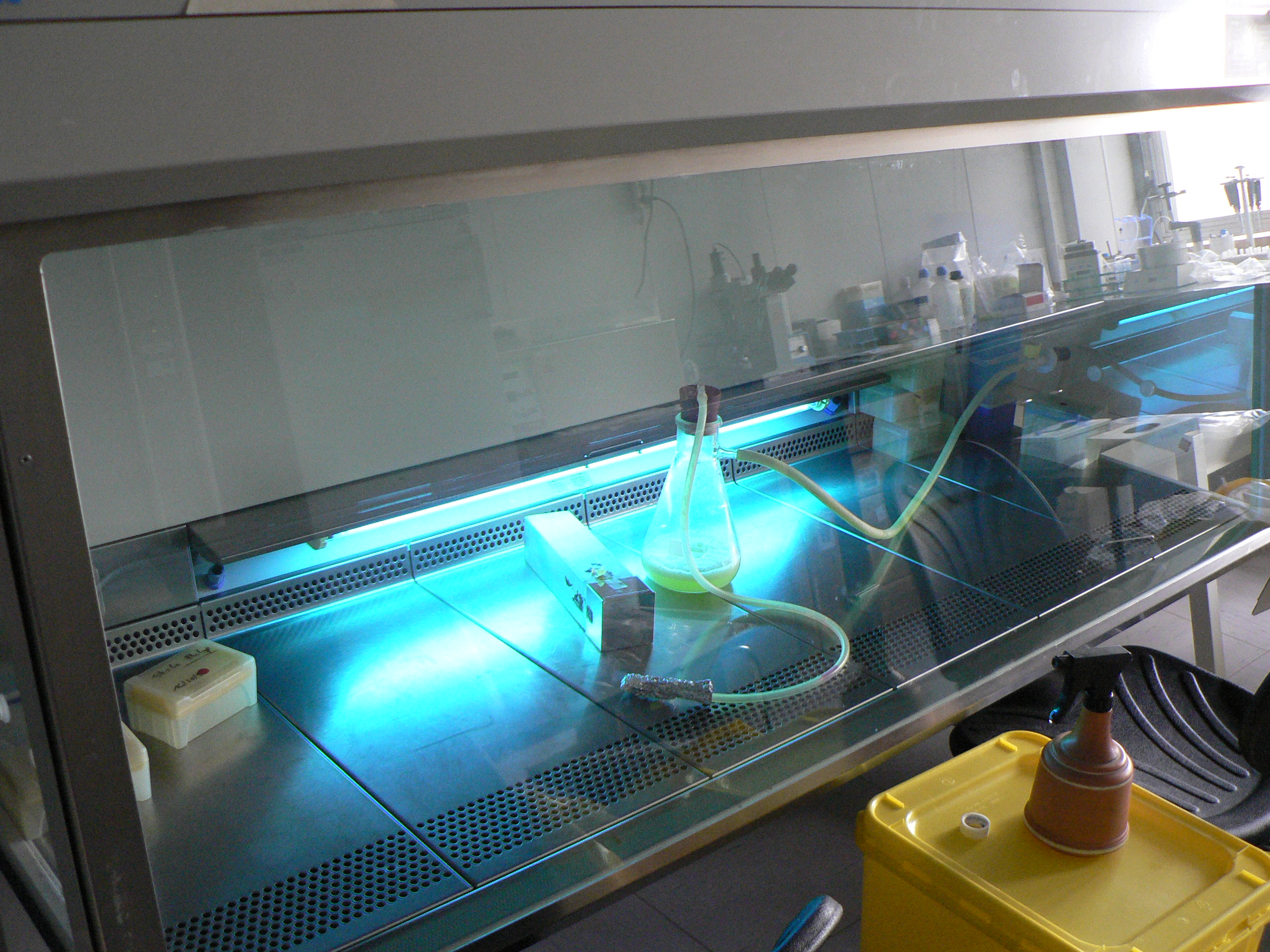
Một chiếc đèn phóng điện thủy ngân áp suất thấp chiếu sáng bên trong tủ an toàn sinh học (BioSafety Cabinet – BSC) bằng đèn UV sóng ngắn khi không sử dụng, khử trùng các chất bẩn vi sinh từ các bề mặt được chiếu xạ.

Khử trùng bằng tia cực tím (UVGI) là một phương pháp khử trùng sử dụng tia cực tím có bước sóng ngắn (tia cực tím C hoặc UV-C) để tiêu diệt hoặc bất hoạt vi sinh vật bằng cách phá hủy axit nucleic và phá vỡ DNA của chúng, khiến chúng không thể thực hiện các chức năng quan trọng của tế bào. UVGI được sử dụng trong một loạt các ứng dụng, chẳng hạn như thực phẩm, không khí và lọc nước.
Ánh sáng UV-C yếu ở bề mặt Trái Đất do bị tầng ôzôn của khí quyển ngăn chặn. Các thiết bị UVGI có thể tạo ra ánh sáng UV-C đủ mạnh trong hệ thống không khí hoặc nước tuần hoàn để làm cho chúng trở thành môi trường không thích hợp với các vi sinh vật như vi khuẩn, vi rút, nấm mốc và các mầm bệnh khác. UVGI có thể được kết hợp với một hệ thống lọc để khử trùng không khí và nước.
Việc áp dụng UVGI để khử trùng đã là một thực tiễn được chấp nhận từ giữa thế kỷ 20. Nó đã được sử dụng chủ yếu trong vệ sinh y tế và các cơ sở làm việc vô trùng. Nó ngày càng được sử dụng để khử trùng nước uống và nước thải vì các cơ sở chứa được bao bọc và có thể được lưu thông để đảm bảo mức độ tiếp xúc với tia cực tím cao hơn. UVGI đã được ứng dụng trong máy lọc không khí.

## Lịch sử
Năm 1878, Arthur Downes và Thomas P. Blunt xuất bản một bài báo mô tả việc khử trùng các vi khuẩn tiếp xúc với ánh sáng có bước sóng ngắn. UV đã là một tác nhân gây đột biến được biết đến ở cấp độ tế bào trong hơn một trăm năm. Giải Nobel Y học 1903 đã được trao cho Niels Finsen với việc sử dụng tia cực tím chống lại tuberculosis - vi khuẩn gây bệnh lao da.
Sử dụng ánh sáng tia cực tím để khử trùng nước uống được sử dụng trở lại vào năm 1910 tại Marseille, Pháp. Các nhà máy nguyên mẫu đã được đưa ra khỏi dịch vụ sau chỉ một thời gian ngắn, do vấn đề độ tin cậy. Năm 1955, hệ thống xử lý nước UV đã được áp dụng tại Áo và Thụy Sĩ; đến năm 1985 khoảng 1.500 nhà máy đã được sử dụng ở châu Âu. Trong năm 1998, nó đã được phát hiện động vật nguyên sinh như Cryptosporidium và Giardia dễ bị tổn thương hơn với ánh sáng tia cực tím hơn suy nghĩ trước đây; điều này đã mở đường cho việc mở rộng mô xử lý nước bằng UV ở Bắc Mỹ. Đến năm 2001, hơn 6.000 nhà máy xử lý nước UV đang hoạt động tại châu Âu.
Qua nhiều năm, chi phí sử dụng UV đã giảm do các nhà nghiên cứu phát triển và sử dụng các phương pháp UV để khử trùng nước và nước thải. Hiện nay, một số nước đã phát triển quy định cho phép các hệ thống để khử trùng nguồn nước uống của họ với tia cực tím.

## Phương thức hoạt động
Tia cực tím là bức xạ điện từ có bước sóng ngắn hơn ánh sáng nhìn thấy được. Tia UV có thể được chia thành các phạm vi khác nhau, với các tia cực tím có bước sóng ngắn (UVC) được coi là "germicidal UV" (tia UV diệt trùng). Ở bước sóng nhất định, UV gây đột biến vi khuẩn, virus và các vi sinh vật khác. Đặc biệt ở các bước sóng khoảng 260 nm 270 nm, UV phá vỡ liên kết trong phân tử DNA vi sinh vật, tạo ra dimer thymine có thể giết chết hoặc vô hiệu hóa các sinh vật. Đèn thủy ngân phát ra tia cực tím bước sóng 253,7 nm, đèn Diot cực tím (Ultraviolet Light Emitting Diodes, UV-C LED) phát ra tia cực tím có bước sóng từ 255 đến 280 nm. Quá trình này tương tự như việc các bước sóng dài hơn (UVB) làm cháy nắng ở người. Vi sinh vật có ít sự bảo vệ khỏi tia cực tím và không thể tồn tại kéo dài tiếp xúc với nó.
Hệ thống UVGI được thiết kế để diệt khuẩn trong môi trường như bể nước, không khí trong phòng kín. Đèn diệt khuẩn phát ra tia UV diệt trùng ở bước sóng chính xác, chiếu xạ vào môi trường. Lưu thông không khí hoặc nước để đảm bảo không chiếu sót.

## Hiệu quả
Hiệu quả diệt khuẩn của tia cực tím phụ thuộc vào độ dài của thời gian vi sinh vật tiếp xúc với tia cực tím, cường độ và bước sóng của bức xạ tia cực tím, sự hiện diện của các hạt có thể bảo vệ các vi sinh vật khỏi tia cực tím, và khả năng của một vi sinh vật chịu được tia UV khi tiếp xúc của nó.
Trong nhiều hệ thống, dư thừa trong việc phơi bày các vi sinh vật để UV đạt được bằng cách tuần hoàn không khí hoặc nước nhiều lần. Điều này đảm bảo nhiều đường để các tia cực tím có hiệu quả chống lại số lượng cao nhất của các vi sinh vật và sẽ chiếu xạ vi khuẩn đề kháng nhiều hơn một lần để phá vỡ chúng.
"Triệt sản" thường được trích dẫn sai như là đạt được. Trong khi đó là về mặt lý thuyết có thể có trong một môi trường được kiểm soát, nó là rất khó khăn để chứng minh và thuật ngữ "khử trùng" thường được sử dụng bởi các công ty cung cấp dịch vụ này để tránh bị khiển trách pháp lý. Công ty chuyên gia thường sẽ quảng cáo giảm log nhất định ví dụ, 99,9999% hiệu quả, thay vì triệt sản. Điều này sẽ đưa vào xem xét một hiện tượng được gọi là sửa chữa ánh sáng và bóng tối (photoreactivation và sửa chữa cơ sở cắt bỏ, tương ứng), trong đó một tế bào có thể sửa chữa DNA bị tổn thương do tia UV.
Tính hiệu quả của hình thức khử trùng phụ thuộc vào độ tiếp xúc của vi sinh vật với ánh sáng tia cực tím. Các môi trường mà thiết kế tạo ra những trở ngại mà chặn ánh sáng tia cực tím là không hiệu quả. Trong một môi trường như vậy, hiệu quả là sau đó phụ thuộc vào vị trí của hệ thống UVGI để đường ngắm là tối ưu để khử trùng.
Bụi và phim phủ bóng thấp hơn sản lượng tia cực tím. Vì vậy, yêu cầu thiết bị cần được làm sạch định kỳ và thay thế để đảm bảo hiệu quả. Các đời của bóng đèn UV diệt khuẩn khác nhau tùy thuộc vào thiết kế. Ngoài ra, vật liệu mà các bóng đèn được làm bằng có thể hấp thụ một số tia UV diệt trùng.
Làm mát đèn dưới luồng khí có thể xuất ra tia cực tím cũng thấp; do đó, cần thận trọng để bảo vệ đèn từ luồng không khí trực tiếp, hoặc để thêm đèn thêm để bù đắp cho tác dụng làm mát.
Tăng hiệu quả và cường độ tia cực tím có thể đạt được bằng cách sử dụng phản xạ. Nhôm có tỷ lệ phản xạ cao nhất so với các kim loại khác và được khuyến cáo khi sử dụng tia cực tím.
Một phương pháp để đánh giá hiệu quả UV trong các ứng dụng khử trùng nước là để tính toán liều tia cực tím. EPA Hoa Kỳ xuất bản hướng dẫn liều lượng tia cực tím cho các ứng dụng xử lý nước. Liều UV không thể đo trực tiếp nhưng có thể được suy ra dựa trên các yếu tố đầu vào được biết đến hoặc ước tính quá trình:
-   Tốc độ dòng chảy (thời gian tiếp xúc)
-   Truyền qua (ánh sáng đạt mục tiêu)
-   Độ đục
Tuổi đèn hoặc tắc nghẽn hoặc cúp (giảm cường độ tia cực tím)
Trong các ứng dụng khử trùng không khí và bề mặt hiệu quả cực tím được ước tính bằng cách tính toán liều tia cực tím sẽ được chuyển giao cho người dân của vi sinh vật. Liều UV được tính như sau:
Liều UV μJ/ cm² = cường độ tia cực tím μW / cm² x Thời gian mở (giây)
Cường độ tia cực tím được quy định cho mỗi bóng đèn ở khoảng cách 1 mét. cường độ tia cực tím là tỷ lệ nghịch với bình phương khoảng cách để nó giảm ở khoảng cách xa hơn. Ngoài ra, nó nhanh chóng tăng ở những khoảng cách ngắn hơn 1m. Trong công thức trên cường độ tia cực tím luôn luôn phải được điều chỉnh cho khoảng cách trừ khi liều UV được tính toán chính xác tới 1m từ bóng đèn. Ngoài ra, để đảm bảo hiệu quả của liều UV phải được tính vào cuối tuổi thọ bóng đèn (EOL được quy định tại số giờ khi đèn được dự kiến đạt 80% sản lượng UV ban đầu của nó) và ở khoảng cách xa nhất từ đèn trên ngoại vi của khu vực mục tiêu. Trong một số ứng dụng lớp phủ được áp dụng cho các bóng đèn để làm cho nó vỡ bằng chứng. Các lớp phủ là Fluoro Ethylene Polymer mà hoàn toàn gói gọn đèn và có chứa các mảnh vỡ và thủy ngân trong trường hợp tình cờ vỡ. Các lớp phủ làm giảm cường độ tia cực tím lên đến 20%.
Để dự đoán một cách chính xác những gì liều UV sẽ được giao cho các mục tiêu cường độ tia cực tím, điều chỉnh khoảng cách, sơn và cuối tuổi thọ bóng đèn, sẽ được nhân với thời gian phơi sáng. Trong các ứng dụng tĩnh thời gian phơi sáng có thể được miễn là cần thiết cho phải đạt được một liều UV hiệu quả. Trong trường hợp nhanh chóng di chuyển không khí, trong ống dẫn khí AC ví dụ, thời gian phơi sáng là ngắn nên cường độ tia cực tím phải được tăng lên bằng cách giới thiệu nhiều loại đèn UV. Ngoài ra, việc cài đặt UV phải nằm trong một phần ống dẫn thẳng dài với đèn vuông góc với dòng không khí để tối đa hóa thời gian phơi sáng.
Những tính toán thực sự dự đoán độ dòng UV và nó được giả định rằng độ dòng UV sẽ bằng với liều tia cực tím. Liều UV là lượng năng lượng tia cực tím diệt khuẩn hấp thụ bởi một số vi sinh vật trong một khoảng thời gian. Nếu các vi sinh vật phù du nổi độ dòng UV sẽ bằng liều UV. Tuy nhiên, nếu các vi sinh vật được bảo vệ bởi các hạt cơ khí, chẳng hạn như bụi bẩn, hoặc đã hình thành màng sinh học một mức ngăn UV cao hơn nhiều sẽ là cần thiết cho một liều UV hiệu quả được giới thiệu với người dân của vi sinh vật.

### Ngừng hoạt động của vi sinh vật
Mức độ bất hoạt bởi bức xạ tia cực tím là có liên quan trực tiếp đến liều UV áp dụng cho các nước. Liều lượng, một sản phẩm của cường độ ánh sáng tia cực tím và thời gian tiếp xúc, thường được đo bằng microjoules mỗi cm vuông, hoặc tương đương như phần triệu wát giây mỗi cm vuông (μW · s / cm2). Liều để giết 90% của hầu hết các vi khuẩn và virus nằm trong khoảng từ 2.000 đến 8.000 μW · s / cm2. ký sinh trùng lớn hơn như cryptosporidium đòi hỏi một liều thấp hơn cho bất hoạt. Kết quả là, Cơ quan Bảo vệ Môi trường Hoa Kỳ đã chấp nhận khử trùng tia cực tím là một phương pháp cho uống các nhà máy nước để thu được cryptosporidium, giardia hoặc virus bất hoạt các khoản tín dụng. Ví dụ, để giảm một số thập phân-logarit cryptosporidium, liều tối thiểu 2.500 μW · s / cm2 được yêu cầu dựa trên Hoa Kỳ EPA UV Hướng dẫn tay xuất bản năm 2006.:1–7

## Điểm mạnh và điểm yếu

### Ưu điểm
Để biết thêm chi tiết về chủ đề này, xem Thuốc sát trùng.
Thiết bị xử lý nước UV có thể được sử dụng cho nước giếng và khử trùng nước bề mặt. xử lý UV khá cao so với các hệ thống khử trùng nước khác về chi phí, lao động, và là sự cần thiết cho các nhân viên được đào tạo kỹ thuật cho hoạt động. clo nước đối xử với vật lớn hơn và cung cấp khử trùng còn sót lại, nhưng các hệ thống này là tốn kém vì họ cần điều hành đào tạo đặc biệt và một nguồn cung cấp ổn định của một loại vật liệu có khả năng nguy hiểm. Cuối cùng, đun sôi nước là phương pháp điều trị đáng tin cậy nhất, nhưng nó đòi hỏi lao động, và áp đặt một chi phí kinh tế cao. [Cần dẫn nguồn] Xử lý UV là nhanh chóng, và trong điều khoản sử dụng năng lượng sơ cấp, khoảng 20.000 lần hiệu quả hơn đun sôi.

### Nhược điểm
UV khử trùng hiệu quả nhất trong điều trị cao rõ ràng, tinh khiết thẩm thấu ngược nước cất. Hạt lơ lửng là một vấn đề bởi vì các vi sinh vật bị chôn vùi trong các hạt được bảo vệ khỏi ánh sáng tia cực tím và đi qua các đơn vị bị ảnh hưởng. Tuy nhiên, hệ thống tia cực tím có thể được kết hợp với một bộ lọc trước để loại bỏ những sinh vật lớn hơn mà nếu không sẽ đi qua hệ thống UV mà không bị ảnh hưởng. Các bộ lọc trước cũng nêu rõ các nước để cải thiện truyền ánh sáng và do đó liều lượng tia cực tím trong suốt toàn bộ cột nước. Một yếu tố quan trọng của xử lý nước UV là dòng chảy tốc độ-nếu dòng chảy là quá cao, nước sẽ đi qua mà không tiếp xúc với tia cực tím đủ. Nếu dòng chảy là quá thấp, nhiệt có thể xây dựng và làm hỏng đèn UV.
Một bất lợi của UVGI là trong khi nước được xử lý bằng clo có khả năng chống tái nhiễm (cho đến khi clo off-khí), nước UVGI không phải là khả năng chống tái nhiễm. nước UVGI phải được vận chuyển hoặc phân phối trong một cách nào đó để tránh tái nhiễm.

## An toàn
Trong các hệ thống UVGI các loại đèn được che chắn hoặc là trong môi trường hạn chế tiếp xúc, chẳng hạn như một chiếc xe tăng nước đóng hoặc hệ thống lưu thông không khí đóng, thường với interlock tự động tắt đèn UV nếu hệ thống được mở cho truy cập của con người.
Đối với con người, tiếp xúc da với các bước sóng của ánh sáng UV diệt khuẩn có thể sản xuất bị cháy nắng nhanh chóng và ung thư da. Tiếp xúc của mắt với bức xạ tia cực tím này có thể sản xuất viêm đau trong giác mạc và suy giảm thị lực tạm thời hoặc vĩnh viễn, lên đến và bao gồm mù trong một số trường hợp. UV có thể làm hỏng võng mạc của mắt.
Một mối nguy hiểm tiềm năng là sản xuất UV ozone, mà có thể gây hại cho sức khỏe. Cơ quan Bảo vệ Môi trường Hoa Kỳ được 0,05 phần triệu (ppm) của ozone là một mức an toàn. Đèn được thiết kế để phát hành UVC và tần số cao được kích thích để cho bất kỳ ánh sáng tia cực tím dưới 254 bước sóng nm sẽ không được phát hành, để giảm thiểu sản xuất ozone. Một đèn đầy đủ phổ sẽ phát hành tất cả các bước sóng tia cực tím, và sẽ sản xuất ozone khi UVC chạm phân tử oxy (O2).
Bức xạ UV-C có khả năng phá vỡ các liên kết hóa học. Điều này dẫn đến sự lão hóa nhanh chóng của nhựa, vật liệu cách nhiệt, miếng đệm, và các vật liệu khác. Lưu ý rằng nhựa bán cho được "UV-kháng" được thử nghiệm chỉ cho UV-B, UV-C thường không đến được bề mặt trái đất. Khi tia cực tím được sử dụng gần bằng nhựa, cao su, hoặc cách nhiệt, chăm sóc cần được thực hiện để khiến cho biết các thành phần như kim băng hoặc lá nhôm sẽ đủ.
Hội nghị Mỹ của Chính phủ Vệ Sinh Công nghiệp (ACGIH) Ủy ban về Các đại lý vật lý đã thành lập một TLV cho tia UV-C để tránh da và mắt như bị thương trong số những người nhạy cảm nhất. Đối với UV 254 nm, TLV này là 6 mJ / cm² qua một thời gian tám giờ. Các chức năng khác TLV bởi bước sóng do năng lượng biến và tiềm năng cho các tổn thương tế bào. TLV này được hỗ trợ bởi Ủy ban Quốc tế về không ion hóa Bảo vệ bức xạ và được sử dụng trong tiêu chuẩn an toàn đèn do Hội Cơ Illuminating của Bắc Mỹ. Khi TUSS đã được lên kế hoạch, và cho đến gần đây, TLV này được hiểu là nếu tiếp xúc với mắt trong phòng đã liên tục hơn tám giờ và ở độ sáng mắt cấp cao nhất được tìm thấy trong phòng. Trong những điều kiện rất khó, một / liều cm² 6,0 mJ đạt dưới ACGIH TLV chỉ sau tám giờ tiếp xúc liên tục với một bức xạ 0,2 μW / cm². Do đó, 0,2 μW / cm² được giải thích rộng rãi như là giới hạn cho phép trên của bức xạ ở độ cao mắt.

## Sử dụng

### Máy khử trùng
UVGI có thể được sử dụng để khử trùng không khí với tiếp xúc kéo dài. Khử trùng là một chức năng của cường độ tia cực tím và thời gian. Vì lý do này, nó không phải là hiệu quả trên di chuyển không khí, hoặc khi đèn vuông góc với dòng chảy, như thời gian phơi sáng được giảm đáng kể. hệ thống UVGI thanh lọc không khí có thể là các đơn vị-đứng với đèn UV được che chắn rằng sử dụng một quạt để đẩy không khí qua các tia UV. Các hệ thống khác được cài đặt trong hệ thống khí nén để lưu thông cho các cơ sở di chuyển vi sinh vật qua các đèn. Chìa khóa để hình thức khử trùng là vị trí của đèn UV và một hệ thống lọc tốt để loại bỏ các vi sinh vật chết. Ví dụ, buộc hệ thống khí bởi thiết kế làm ngăn trở line-of-sight, do đó tạo ra các lĩnh vực của môi trường đó sẽ được tô bóng từ ánh sáng tia cực tím. Tuy nhiên, một đèn UV đặt ở các cuộn dây và chảo cống của hệ thống làm mát sẽ giữ cho các vi sinh vật hình thành ở những nơi ẩm ướt một cách tự nhiên.
ASHRAE bao gồm UVGI và ứng dụng của nó trong chất lượng không khí trong nhà và xây dựng bảo trì trong "tia cực tím đèn Systems", Chương 16 của Sổ tay của năm 2008, Hệ thống HVAC và thiết bị. 2011 Sổ tay của mình, ứng dụng HVAC, bao gồm "không khí và xử lý bề mặt bằng tia cực tím" trong Chương 60.

### Nước khử trùng
Tia cực tím khử trùng nước là một quá trình hoàn toàn vật lý, hóa học. Ngay cả ký sinh trùng như Cryptosporidia hoặc giardia, đó là cực kỳ kháng với hóa chất khử trùng, giảm hiệu quả. UV cũng có thể được sử dụng để loại bỏ các hóa chất như chlorine và chloramine từ nước. Quá trình này được gọi là quang phân, và đòi hỏi một liều cao hơn so khử trùng bình thường. Các vi sinh vật khử trùng không được loại bỏ khỏi nước. UV khử trùng không loại bỏ các chất hữu cơ hòa tan, các hợp chất vô cơ hoặc các hạt trong nước. Tuy nhiên, quá trình UV-oxy hóa có thể được sử dụng để đồng thời phá hủy các chất ô nhiễm hóa chất vi lượng và cung cấp khử trùng cao cấp, chẳng hạn như nhà máy tái sử dụng nước uống gián tiếp lớn nhất thế giới ở New York mở cửa các cơ sở Catskill-Delaware Water, tia cực tím khử trùng vào ngày 08 tháng 10 năm 2013. Tổng số 56 lò phản ứng UV hiệu quả năng lượng đã được cài đặt để điều trị 2,2 tỷ US gallon (8.300.000 m3) một ngày để phục vụ thành phố New York.
Nó được sử dụng để thể nghĩ rằng tia cực tím khử trùng hiệu quả hơn cho các vi khuẩn và virus, trong đó có nhiều tiếp xúc với vật liệu di truyền, còn hơn là tác nhân gây bệnh lớn có lớp phủ bên ngoài hoặc quốc gia dạng u nang (ví dụ, Giardia) mà bảo vệ DNA khỏi tia UV. Tuy nhiên, nó đã được phát hiện gần đây rằng bức xạ tia cực tím có thể được phần nào hiệu quả để điều trị các vi sinh vật Cryptosporidium. Những phát hiện này dẫn đến việc sử dụng của bức xạ tia cực tím là một phương pháp hữu hiệu để xử lý nước uống. Giardia lần lượt đã được chứng minh là rất nhạy cảm với tia UV-C khi thử nghiệm đã được dựa trên nhiễm hơn excystation. Nó đã được tìm thấy rằng các nguyên sinh vật có thể tồn tại liều UV-C cao nhưng được khử trùng với liều thấp.

### Nước đang phát triển
Một dự án năm 2006 tại Đại học California, Berkeley sản xuất một thiết kế để khử trùng nước rẻ tiền trong cài đặt tài nguyên bị tước đoạt. Dự án được thiết kế để tạo ra một thiết kế mã nguồn mở có thể được điều chỉnh để đáp ứng điều kiện của địa phương. Trong một đề nghị tương tự như năm 2014, sinh viên Úc đã thiết kế một hệ thống sử dụng giấy bạc gói con chip để phản ánh bức xạ tia cực tím mặt trời vào một ống thủy tinh nên khử trùng nước không có điện.

### Xử lý nước thải
Tia cực tím trong xử lý nước thải thường được thay thế bằng clo. Đây là một phần lớn vì lo ngại rằng phản ứng của clo với các hợp chất hữu cơ trong dòng nước thải có thể tổng hợp có khả năng gây độc và lâu dài các chất hữu cơ chứa clo và cũng vì những rủi ro môi trường lưu trữ khí clo hoặc hóa chất clo chứa. wastestreams cá nhân để được điều trị bằng cách UVGI phải được kiểm tra để đảm bảo rằng phương pháp này sẽ có hiệu lực do nhiễu tiềm năng như chất rắn lơ lửng, thuốc nhuộm, hoặc chất khác có thể chặn hoặc hấp thụ bức xạ tia cực tím. Theo Tổ chức Y tế Thế giới, "đơn vị UV để điều trị lô nhỏ (từ 1 đến vài lít) hoặc dòng chảy thấp (1 đến vài lít mỗi phút) của nước ở cấp độ cộng đồng được ước tính có chi phí US $ 20 mỗi megaliter, bao gồm cả các chi phí điện và hàng tiêu dùng và chi phí vốn hàng năm của đơn vị."
Quy mô lớn xử lý nước thải đô thị UV được thực hiện tại các thành phố như Edmonton, Alberta. Việc sử dụng ánh sáng cực tím đã trở thành tiêu chuẩn thực hành trong hầu hết các quá trình xử lý nước thải thành phố. Nước thải hiện đang bắt đầu được công nhận là một nguồn tài nguyên có giá trị, không phải là một vấn đề cần phải được đổ. Nhiều cơ sở xử lý nước thải đang được đổi tên như các cơ sở cải tạo nước, cho dù nước thải được xả ra sông, được sử dụng để tưới cây, hoặc tiêm vào tầng ngậm nước thu hồi sau đó. Tia cực tím hiện đang được sử dụng để đảm bảo nước là miễn phí từ sinh vật có hại.

### Bể nuôi cá và ao
Máy khử trùng bằng tia cực tím thường được sử dụng để giúp các vi sinh vật không mong muốn kiểm soát trong hồ, ao. UV chiếu xạ đảm bảo rằng các mầm bệnh không thể tái sản xuất, do đó làm giảm khả năng bùng phát dịch bệnh trong một hồ cá.
Aquarium và tiệt trùng ao thường là nhỏ, với các phụ kiện cho ống cho phép nước chảy qua tiệt trùng trên đường từ một bộ lọc hoặc nước máy bơm bên ngoài riêng biệt. Trong tiệt trùng, nước chảy càng gần càng tốt để các nguồn ánh sáng cực tím. Nước trước khi lọc là rất quan trọng như độ đục của nước làm giảm UVC thâm nhập. Nhiều tiệt trùng UV tốt hơn đã từ lâu ngự lần và hạn chế không gian giữa các nguồn UVC và các bức tường bên trong của thiết bị tia cực tím tiệt trùng.

### Vệ sinh phòng thí nghiệm
UVGI thường được sử dụng để khử trùng thiết bị như kính an toàn, dụng cụ, pipettors, và các thiết bị khác. nhân viên phòng thí nghiệm cũng khử trùng thủy tinh và Plasticware bằng cách này. Các phòng thí nghiệm Vi sinh vật sử dụng UVGI để khử trùng các bề mặt bên trong tủ an toàn sinh học ("mũ") giữa sử dụng.

### Thực phẩm và đồ uống bảo vệ
Kể từ khi Thực phẩm và Dược Hoa Kỳ ban hành một quy luật vào năm 2001 đòi hỏi mà hầu như tất cả các nhà sản xuất nước trái cây và rau theo điều khiển HACCP, và uỷ giảm 5-log trong các mầm bệnh, UVGI đã nhìn thấy một số sử dụng trong khử trùng nước trái cây như táo tươi ép rượu táo.

## Công nghệ

### Đèn

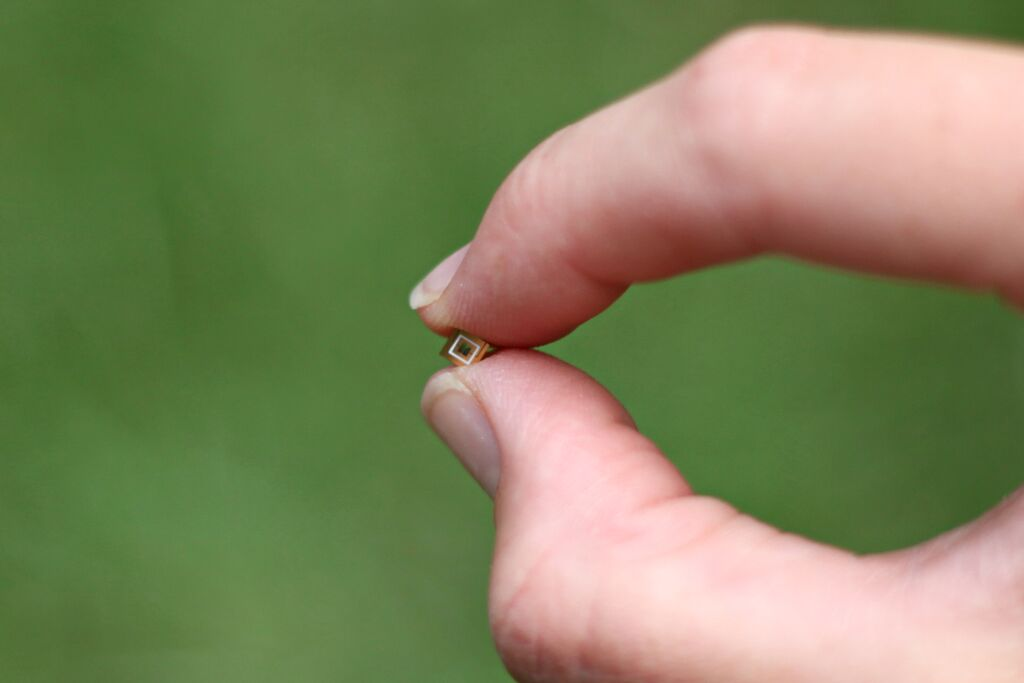
Tùy chọn nhỏ gọn và đa năng với đèn LED UV-C

Một đèn diệt khuẩn 9 W trong một yếu tố hình thức đèn huỳnh quang compact
Bài chi tiết: Bóng đèn diệt khuẩn
UV diệt khuẩn để khử trùng thường nhất được tạo ra bởi một bóng đèn thủy ngân hơi. Low-áp suất hơi thủy ngân có một dòng phát xạ mạnh tại 254 nm, mà là trong phạm vi bước sóng chứng minh tác dụng khử trùng mạnh. Các bước sóng tối ưu để khử trùng là gần 270 nm.:2–6
Đèn là một trong hai hỗn hợp hoặc trung áp đèn. đèn UV áp suất thấp cung cấp hiệu suất cao (khoảng 35% UVC) nhưng điện năng thấp hơn, thường là 1 W mật độ công suất / cm (điện trên một đơn vị chiều dài hồ quang). Đèn UV Amalgam là một phiên bản công suất cao hơn các loại đèn áp suất thấp. Chúng hoạt động ở nhiệt độ cao hơn và có tuổi thọ lên đến 16.000 giờ. Hiệu quả của họ là hơi thấp hơn so với các loại đèn truyền thống áp suất thấp (khoảng 33% sản lượng UVC) và mật độ năng lượng là khoảng 2-3 W / cm. đèn UV trung áp có một quang phổ cao điểm đường rộng và phát âm và một đầu ra bức xạ cao nhưng hiệu quả UVC thấp hơn 10% hoặc ít hơn. Mật độ năng lượng điển hình là 30 W / cm³ hoặc lớn hơn.
Tùy thuộc vào chất liệu thủy tinh thạch anh dùng cho đèn, áp suất thấp và tia cực tím phát ra bức xạ hỗn hợp ở bước sóng 254 nm và cũng ở 185 nm, trong đó có tác dụng hóa học. bức xạ UV ở 185 nm được sử dụng để tạo ra ozone.

Các đèn UV để xử lý nước bao gồm các loại đèn chuyên dụng áp suất thấp thủy ngân hơi nước tạo ra bức xạ tử ngoại ở bước sóng 254 nm, hoặc đèn UV trung áp lực sản xuất một sản lượng đa sắc từ 200 nm đến ánh sáng có thể nhìn thấy và hồng ngoại. Các đèn UV không bao giờ tiếp xúc với nước; nó hoặc là được đặt trong một ống tay áo thủy tinh thạch anh bên trong buồng nước hoặc gắn bên ngoài để nước chảy qua các ống tia cực tím trong suốt. Nước đi qua buồng dòng chảy được tiếp xúc với tia UV được hấp thụ bởi các chất rắn lơ lửng, chẳng hạn như vi sinh vật và bụi bẩn, các chất trong suốt.

### Điốt phát quang (LED)
Phát triển gần đây trong công nghệ LED đã dẫn đến thương mại có sẵn UV-C đèn LED. UV-C đèn LED sử dụng chất bán dẫn phát sáng giữa 255 nm 280 nm. [8] Sự phát xạ bước sóng là "tuneable" bằng cách điều chỉnh các vật chất của chất bán dẫn. Việc giảm kích thước của đèn LED mở các tùy chọn hệ thống lò phản ứng nhỏ cho phép cho các điểm sử dụng các ứng dụng và tích hợp vào các thiết bị y tế. Tiêu thụ điện năng thấp của chất bán dẫn giới thiệu hệ thống tia cực tím khử trùng có sử dụng các tế bào năng lượng mặt trời nhỏ trong các thiết bị điều khiển từ xa hoặc "thế giới thứ ba".

### Hệ thống xử lý nước
Kích thước của một hệ thống tia cực tím được ảnh hưởng bởi ba yếu tố: tốc độ dòng chảy, điện đèn, và truyền qua UV trong nước. Các nhà sản xuất thường phát triển  Computational Fluid Dynamics (CFD) một cách tinh vi. Các mô hình xác nhận với các xét nghiệm xét nghiệm sinh học. Điều này bao gồm việc thử nghiệm hiệu suất khử trùng các lò phản ứng UV với hoặc bacteriophage MS2 hoặc T1 ở lưu lượng khác nhau, truyền qua UV, và mức năng lượng để phát triển một mô hình hồi quy cho hệ thống định cỡ. Ví dụ, đây là một yêu cầu cho tất cả các hệ thống nước uống tại Hoa Kỳ theo tay Hướng dẫn EPA UV.:5-2
Các hồ sơ lưu lượng được sản xuất từ hình học buồng, tốc độ dòng chảy, và mô hình rối được lựa chọn. Hồ sơ cá nhân phóng xạ được phát triển từ đầu vào như chất lượng nước, loại đèn (điện, hiệu quả diệt khuẩn, sản lượng quang phổ, chiều dài hồ quang), và truyền qua và chiều hướng của tay thạch anh. Phần mềm CFD độc quyền mô phỏng cả hai dòng chảy và hồ sơ bức xạ. Sau khi mô hình 3D của các buồng được xây dựng, nó là dân cư với một mạng lưới hoặc lưới đó bao gồm hàng ngàn khối lập phương nhỏ.
Điểm quan tâm, chẳng hạn như tại một uốn cong, trên tay áo bề mặt thạch anh, hoặc xung quanh các cơ chế gạt nước-sử dụng một lưới có độ phân giải cao hơn, trong khi các khu vực khác trong lò phản ứng sử dụng một lưới thô. Khi lưới được sản xuất, hàng trăm ngàn hạt ảo được "bắn" qua buồng. Mỗi hạt có nhiều biến của lãi suất liên kết với nó, và các hạt bị "thu hoạch" sau khi các lò phản ứng.
Khi giai đoạn mô hình hoàn tất, hệ thống được lựa chọn sẽ được xác nhận sử dụng một bên thứ ba chuyên nghiệp để có thể giám sát và xác định cách chặt chẽ các mô hình có thể dự đoán thực tế của hiệu suất hệ thống. xác nhận Hệ thống sử dụng những người đại diện không gây bệnh như MS 2 thực khuẩn hoặc trực khuẩn Bacillus subtilis để xác định khả năng giảm tương đương Liều (RED) của các lò phản ứng. Hầu hết các hệ thống đều được xác nhận để cung cấp 40 mJ / cm2 trong một phong bì của dòng chảy và truyền. [Cần dẫn nguồn]
Để xác nhận hiệu quả trong hệ thống nước uống, phương pháp mô tả trong Sổ tay EPA UV Hướng dẫn thường được sử dụng bởi Hoa Kỳ, trong khi châu Âu đã thông qua tiêu chuẩn DVGW 294 của Đức. Đối với hệ thống xử lý nước thải, các tia cực tím khử trùng Hướng dẫn NWRI / AwwaRF cho uống các giao thức nước và nước tái sử dụng thường được sử dụng, đặc biệt là trong các ứng dụng tái sử dụng nước thải.